# Stadion an der Meldorfer Straße
Das Stadion an der Meldorfer Straße (auch: HSV-Stadion an der Meldorfer Straße) ist ein Fußballstadion in der schleswig-holsteinischen Kreisstadt Heide, Kreis Dithmarschen. Die Anlage besaß ursprünglich ein Fassungsvermögen von 11.000 Zuschauern, derzeit liegt es bei 5001 Zuschauern (davon 1100 auf überdachten Sitzplätzen). Auf dem vier Hektar großen Areal sind auch ein Trainingszentrum, die Geschäftsstelle, der Umkleidetrakt, die Gemeinschaftsräume und das Vereinsheim des Heider SV untergebracht.

## Geschichte
Die Spielstätte wurde Anfang der 1950er Jahre als Heimstatt für den ehemaligen Fußballoberligisten Heider SV durch Eigenleistung der Mitglieder und 50.000 DM an Kapital errichtet. Der Bau wurde notwendig, da der alte Fußballplatz Tivoli nicht mehr die damals steigenden Zuschauerzahlen auffangen konnte. Eingeweiht wurde das Stadion am 13. August 1950 mit einem Spiel gegen den Hamburger SV, dem das einheimische Team mit 3:5 unterlag. Die gesamte Stadionanlage wurde 1972 durch den Bau eines Vereinsheims komplettiert. Das Stadion ist vereinseigen, befindet sich aber auf gepachtetem Gelände. Die überdachte Sitztribüne war anfangs für 800 Zuschauer ausgelegt, wurde aber später auf 1100 Plätze erweitert. 
Zum Aufstieg in die Regionalliga Nord 2019/20 fanden Sanierungen statt, so wurden unter anderem neue Publikumszäune errichtet, Stehplatztraversen erneuert, Sitzplätze auf der Gegengeraden installiert und barrierefreie Zugänge geschaffen. Beim NFV erhielt man so die Möglichkeit die Stadionkapazität von bis zu 5001 Zuschauer genehmigen zu lassen.

## Besonderheit
Der Platz des Lokalrivalen MTV Heide befindet sich nebenan (beide heutigen Vereine sind aus dem früheren VfL Heide hervorgegangen).